# Щириця Павло Олексович
Павло Олексович Щириця (нар. 18 січня 1982, Київ) — український письменник, головний редактор видавництва «Ярославів Вал».

## Життєпис
Закінчив Інститут журналістики Київського Національного Університету імені Тараса Шевченка.
Очолював музичний гурт «(НЕ)ТУТЕШНІ».
Стипендіат програми міністра культури Республіки Польща «Gaude Polonia» у номінації «Література / Переклад» (2010).

## Твори
- Територія братства: вірші / П. О. Щириця; Національна спілка письменників України. — Х.: Фоліо, 2007. — 109 с. — (Міжнародний конкурс кращих українських творів молодих літераторів «Гранослов-2006»). — ISBN 978-966-03-4076-3.
- Оприсутнення Легенди: вірші / П. О. Щириця; пер. пол. мовою В. Пестка, І. Василевська. — К.: Пульсари, 2010. — 38 с. — ISBN 978-966-2171-62-4.
- Місце сили: вірші / Павло Щириця; ілюстрації Р. Найди; післямова: В. Герасим'юк, І. Андрусяк. — Київ: Ярославів Вал, 2012. — 169 с. — (Сучасна поезія). — ISBN 978-617-605-004-9.
- Сніги межичасся [Архівовано 28 вересня 2020 у Wayback Machine.] / Павло Щириця // Українська літературна газета. — № 11(43). — 2011. — 3 червня.

## Відзнаки
- Фіналіст літературного конкурсу «Молоде вино» (2003);
- лауреат міжнародного літературного конкурсу «Гранослов-2006»;
- лауреат ІІ премії фестивалю акустичної пісні та співаної поезії «Срібна Підкова» (2007);
- збірка «Територія братства» у 2008 році відзначена літературною премією «Благовіст»;
- за книжку віршів «Місце Сили» Павло Щириця став лауреатом літературної премії імені Бориса Нечерди 2012 року.